# Dolmen del Trull
El dolmen del Trull (o dolmen i menhir del Trull o lloses del Trull) es troba a prop de la masia del mateix nom en el límit del terme municipal de Vilalba Sasserra(Vallès Oriental), inclòs a l'Inventari del Patrimoni Arqueològic i Paleontològic de Catalunya.
Actualment el dolmen conserva les restes d'un possible túmul de cobert i sis lloses de granit treballades, totes caigudes i escampades pel cim i pels vessants d'un collet després de la destrucció i l'espoli del sepulcre. Una gran llosa antropomorfa de quatre cares i ben treballada, a mitja pendent al NO, podria ser una part de la coberta o un menhir.

## Excavacions
Va ser descobert per Josep Estrada i Garriga l'any 1946. Prospeccions al 2001 i 2004, pel Museu de Mataró dins del projecte "El poblament prehistòric de la Serralada Litoral (Maresme-Vallès Oriental)".

## Accés
A la carretera C-61, de Sant Celoni a Vallgorguina, entre els km 14 i 13, abans d'arribar a Vallgorguina, surt a la dreta una pista que puja cap al Santuari del Corredor passant pel dolmen Pedra Gentil. En uns 4,5 km s'arriba a la masia del Trull. 300 m després d'una corba de 90° a la dreta, hi ha un collet emboscat al costat esquerre de la pista principal. Al cim d'aquest collet es troben les restes del dolmen.